# Закружецкий, Дмитрий Павлович
Дмитрий Павлович Закружецкий (укр. Дмитро Павлович Закружецький; 20 сентября 1920, Сошное, Подольская губерния, Украинская ССР — 1995) — советский партийный деятель, первый секретарь двух райкомов КПСС в Харьковской области. Участник Великой Отечественной войны. Кавалер тринадцати орденов.

## Биография
Дмитрий Закружецкий родился в 1920 году в селе, которое ныне входит в Шепетовский район Хмельницкой области Украины. Образование получил в учительском институте, а после его окончания начал работать в школе на должности директора.
Сразу после начала Великой Отечественной войны ушёл в Красную армию. Был механиком-водителем, заместителем командира танковой роты и командиром танкового батальона. За время войны получил три ранения. За участие в боях был награждён двумя орденами Красного Знамени, четырьмя орденам Отечественной войны I степени (трижды) и II степени, тремя орденами Красной Звезды и украинским орденом «За мужество» III степени, а также медалями «За отвагу», «За оборону Киева», «За взятие Будапешта», «За взятие Вены», «За освобождение Праги», «За победу над Германией в Великой Отечественной войне 1941—1945 гг.». Служил вплоть до 1945 года.
После окончания войны поступил в сельскохозяйственный институт, окончив который получит специальность «агроном». Также окончил Высшую партийную школу и стал первым секретарём Двуречанского районного комитета КПСС в Харьковской области. Затем был переведён на аналогичную должность в Купянский район Харьковской области, на которой работал около четырнадцати лет. В 1972 году возглавил отдел в Харьковском областном исполнительном комитете, который отвечал за труд и социальную защиту населения. За свою трудовую деятельность был удостоен двух орденов Трудового Красного Знамени и ордена «Знак Почёта».
Скончался в 1995 году.